# Pokrzywka idiopatyczna

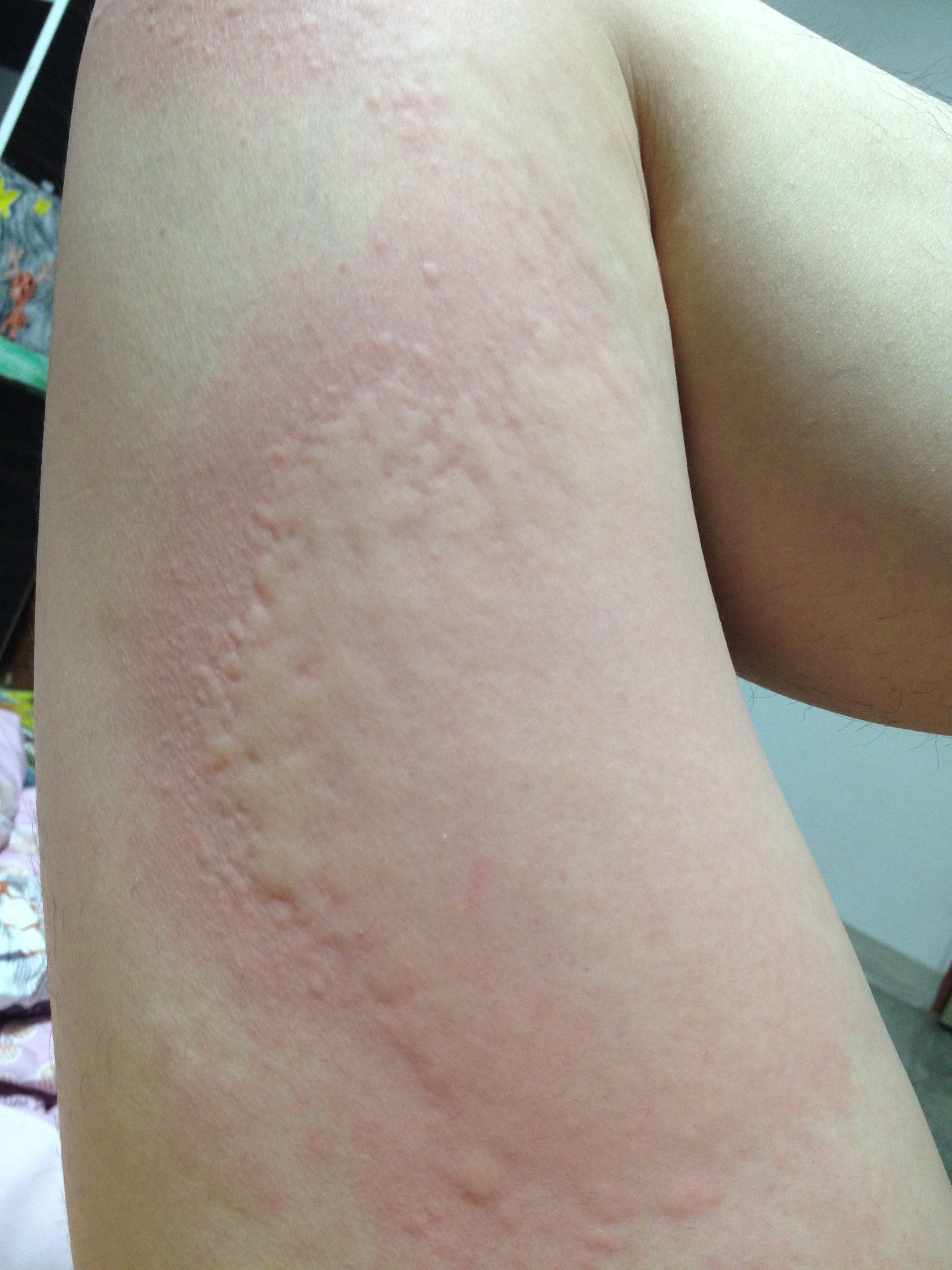
Bąbel pokrzywkowy – podstawowy objaw pokrzywki idiopatycznej

Pokrzywka idiopatyczna  (łac. urticaria idiopathica) – spontaniczna pokrzywka o nieznanej etiologii (nazwa stosowana w najnowszej nomenklaturze zgodnie z zaleceniami Europejskiej Akademii Alergologii i Immunologii Klinicznej (EAACI). Choroba samoistna, której przebieg może być ostry (mniej niż 6 tygodni) lub przewlekły (ponad 6 tygodni). Cechuje ją niemożność wykrycia czynnika sprawczego i mechanizmu rozwoju choroby. Przewlekła pokrzywka idiopatyczna i obrzęk naczynioruchowy idiopatyczny są schorzeniami wieloprzyczynowymi, w których zjawiska autoimmunologiczne tłumaczą patogenezę u około ⅓ pacjentów. U pozostałych chorych obecność znajdującego się w krążeniu czynnika wyzwalającego histaminę jest mało prawdopodobna, a mechanizm powstawania bąbli pokrzywkowych pozostaje niewytłumaczony.

## Epidemiologia
Do postaci idiopatycznej zalicza się 70–80% przypadków pokrzywki. Przewlekła pokrzywka idiopatyczna jest najczęstszą odmianą pokrzywki przewlekłej – od 0,1% do 3% rozpoznawanych przypadków pokrzywki. Pokrzywkę idiopatyczną częściej obserwuje się u kobiet, a tylko wyjątkowo u dzieci. Średni okres utrzymywania się objawów schorzenia wynosi 5 lat.

## Objawy
Pokrzywka idiopatyczna ostra pojawia się nagle i zazwyczaj szybko ustępuje (do 24 godzin), nie pozostawiając żadnych śladów na skórze. Natomiast pokrzywka idiopatyczna przewlekła jest chorobą bardzo uporczywą, która łączy się z silnym świądem. Świąd zwykle nasila się wieczorem i jego uporczywość jest na tyle duża, że często powoduje on trudności w zasypianiu. Swędzące bąble utrzymują się powyżej 6 tygodni. U 51% pacjentów obserwuje się sam bąbel pokrzywkowy, rzadziej obrzęk naczynioruchowy (4%) albo oba wykwity równocześnie (45%). U 20–50% pacjentów pokrzywka idiopatyczna współistnieje z pokrzywką fizykalną (pokrzywką dermograficzną, pokrzywką cholinergiczną, pokrzywką z zimna). W literaturze medycznej opisano różne czynniki, które mogą odgrywać istotną rolę w powstawaniu tej choroby (Helicobacter pylori, wirusy HCV i HGV), lecz nie ma jednoznacznych dowodów przemawiających za ich udziałem w patogenezie tego typu pokrzywek.

## Diagnostyka
Rozpoznania przewlekłej pokrzywki idiopatycznej można dokonać dopiero po wykluczeniu pokrzywek objawowych. W celu postawienia diagnozy niezbędne jest przeprowadzenie wnikliwego wywiadu z pacjentem oraz testów i prób prowokacyjnych celem wykluczenia innych rodzajów pokrzywki. Lekarz powinien też zlecić wykonanie badań pomocniczych:
- ASO
- oznaczanie eozynofili
- wymaz z gardła
- zdjęcie rentgenowskie zatok przynosowych
- pantomogram szczęk
- wymaz z pochwy
- badanie kału w kierunku pasożytów
- badanie w kierunku antygenu HBs i HIV
- badanie w kierunku Helicobacter pylori
- oznaczanie poziomu przeciwciał przeciwjądrowych
- oznaczenie czynnika reumatoidalnego
- oznaczenie mikrosomalnych przeciwciał tarczycowych
- oznaczenie rozpuszczalnego antygenu jądrowego
- biopsja skóry (w przypadku podejrzenia pokrzywki naczyniowej)
- podstawowe badania laboratoryjne (morfologia krwi, badanie moczu)
- RTG klatki piersiowej
- USG jamy brzusznej
- badanie poziomu dopełniacza
- oznaczanie frakcji C3 i C4
- oznaczenie krioglobulin i kriofibrynogenu

Celem tych badań jest znalezienie czynnika sprawczego; niemożność jego określenia daje podstawy do zdiagnozowania pokrzywki idiopatycznej.

## Leczenie
U chorych z pokrzywką idiopatyczną niemożliwe jest leczenie przyczynowe i stosuje się terapię objawową. Lekami z wyboru są leki przeciwhistaminowe I i II generacji, które dobiera się indywidualnie. Leki przeciwhistaminowe I generacji oprócz receptorów histaminowych blokują także receptory muskarynowe, receptory serotoninowe, receptory dopaminergiczne oraz receptory adrenergiczne. Mogą powodować znaczne skutki uboczne oraz senność i zaburzenia koordynacji ruchowej. Stanowią też przeciwwskazanie do prowadzenia pojazdów mechanicznych. Leki przeciwhistaminowe II generacji – jak najnowszy: bilastyna – mają powinowactwo wyłącznie do receptorów H1, nie przechodzą przez barierę krew-mózg. Wykazują również działanie przeciwzapalne i przeciwświądowe. Jako lek przeciwhistaminowy II generacji bilastyna nie wchodzi też w interakcję z lekami hamującymi układ cytochromu P450, ani nie powoduje działań niepożądanych typowych dla leków I generacji (jak senność, wpływ na zdolność prowadzenia pojazdów). Działa do 26 godzin, łagodzi uporczywy świąd i nasilenie zmian skórnych.
W dalszej kolejności można zastosować glikokortykosteroidy. Podaje się je w zaostrzeniach pokrzywki przewlekłej, unikając stosowania wstrzyknięć octanu triamcynolonu. Nie stosuje się ich stale, by nie doszło do powikłań. W przypadkach z ciężkim obrzękiem naczynioruchowym wskazane jest zastosowanie adrenaliny. W terapii pokrzywek przewlekłych wykorzystuje się też antagonisty receptora H2: cymetydynę, ranitydynę, a także niektóre leki psychotropowe. Chorym z objawami lęku lub depresji można podać doksepinę, która również działa blokująco na receptory H1 i H2. Ponadto w terapii pokrzywki idiopatycznej znajdują zastosowanie leki przeciwdepresyjne i uspokajające. Zalecana jest współpraca z psychiatrą. W farmakoterapii pokrzywek przewlekłych wykorzystuje się również leki stabilizujące komórki tuczne (ketotifen, loratadynę), leki beta-adrenergiczne (salbutamol, terbutalinę, orciprenalinę i nifedypinę). Skuteczność terapeutyczna wapnia nie została naukowo potwierdzona – jest on podawany tylko chorym z hipokalcemią i w profilaktyce osteoporozy w przebiegu kortykoterapii. Leczenie miejscowe ma jedynie charakter wspomagający.
W postępowaniu terapeutycznym należy unikać znanych czynników prowokujących wysiewy bąbli, dążyć do unikania stresu, przegrzania organizmu, spożywania alkoholu, przyjmowania aspiryny, kodeiny, morfiny. U chorych z obrzękiem naczyniowym należy też wystrzegać się podawania inhibitorów konwertazy angiotensyny. W przypadkach dodatniego wywiadu chorobowego wskazane jest stosowanie diety eliminacyjnej.